# Casa spânzuratului
Casa spânzuratului este o pictură în ulei pe pânză din 1873 a pictorului francez Paul Cézanne expusă la Musée d'Orsay, Paris. 

## Fundament
Casa spânzuratului a fost prezentată la prima expoziție impresionistă din 1874 și a fost primul tablou pe care Cézanne l-a vândut unui colecționar. Satul descris în pictură este Auvers-sur-Oise, la 27 km nord de Paris.

## Descriere
Casa spânzuratului este o pictură în ulei pe pânză care măsoară 55 cm x 66 cm și este semnată de Cézanne în partea stângă jos, cu vopsea roșie. Aceasta afișează un peisaj cu o compoziție complicată. Scena prezintă o atmosferă de singurătate, datorită absenței oamenilor și a utilizării unei palete de culori reci. Din punctul central al picturii, există mai multe axe, inclusiv două căi care duc spre centru și spre stânga, o bancă în dreapta și ramurile unui copac care duc spre partea de sus a picturii. Cézanne a fost puternic influențat de prietenul său Camille Pissarro și, ca rezultat, a folosit tușe granulate, întrerupte și culori palide folosite de impresioniști. În această compoziție, Cézanne a contestat convențiile artei făcând imperfecțiuni deliberate de perspectivă. Inexactitățile pot fi văzute în unghiul căii care duce la stânga și la malul din dreapta.